# Берёзовский городской округ (Кемеровская область)
Берёзовский городско́й о́круг — муниципальное образование в Кемеровской области России, административный центр — город Берёзовский.

## История
Городской округ образован в соответствии с Законом Кемеровской области № 104-ОЗ от 17 декабря 2004 года.
С точки зрения административно-территориального устройства находится на территории города областного подчинения Берёзовский с административно подчинёнными населёнными пунктами согласно Закону Кемеровской области «Об административно-территориальном устройстве Кемеровской области» N 215-ОЗ от 27 декабря 2007 года.

## Население
| 2002    | 2009    | 2010    | 2011    | 2012    | 2013    | 2014    |
| ------- | ------- | ------- | ------- | ------- | ------- | ------- |
| 52 794  | ↘49 618 | ↘49 510 | ↗49 589 | ↘49 511 | ↘49 389 | ↗49 396 |
| 2015    | 2016    | 2017    | 2018    | 2019    | 2020    | 2021    |
| ↗49 495 | ↘49 278 | ↘48 944 | ↘48 273 | ↘47 837 | ↘47 617 | ↘46 250 |
| 2025    |         |         |         |         |         |         |
| ↘45 333 |         |         |         |         |         |         |

## Населённые пункты
Городской округ и город областного подчинения включают населённые пункты:
| № | Населённый пункт | Тип населённого пункта        | Население |
| - | ---------------- | ----------------------------- | --------- |
| 1 | Барзас           | посёлок                       | ↘2111     |
| 2 | Берёзовский      | город, административный центр | ↘43 254   |
| 3 | Станционный      | посёлок                       | 120       |